# Tetracromatismo

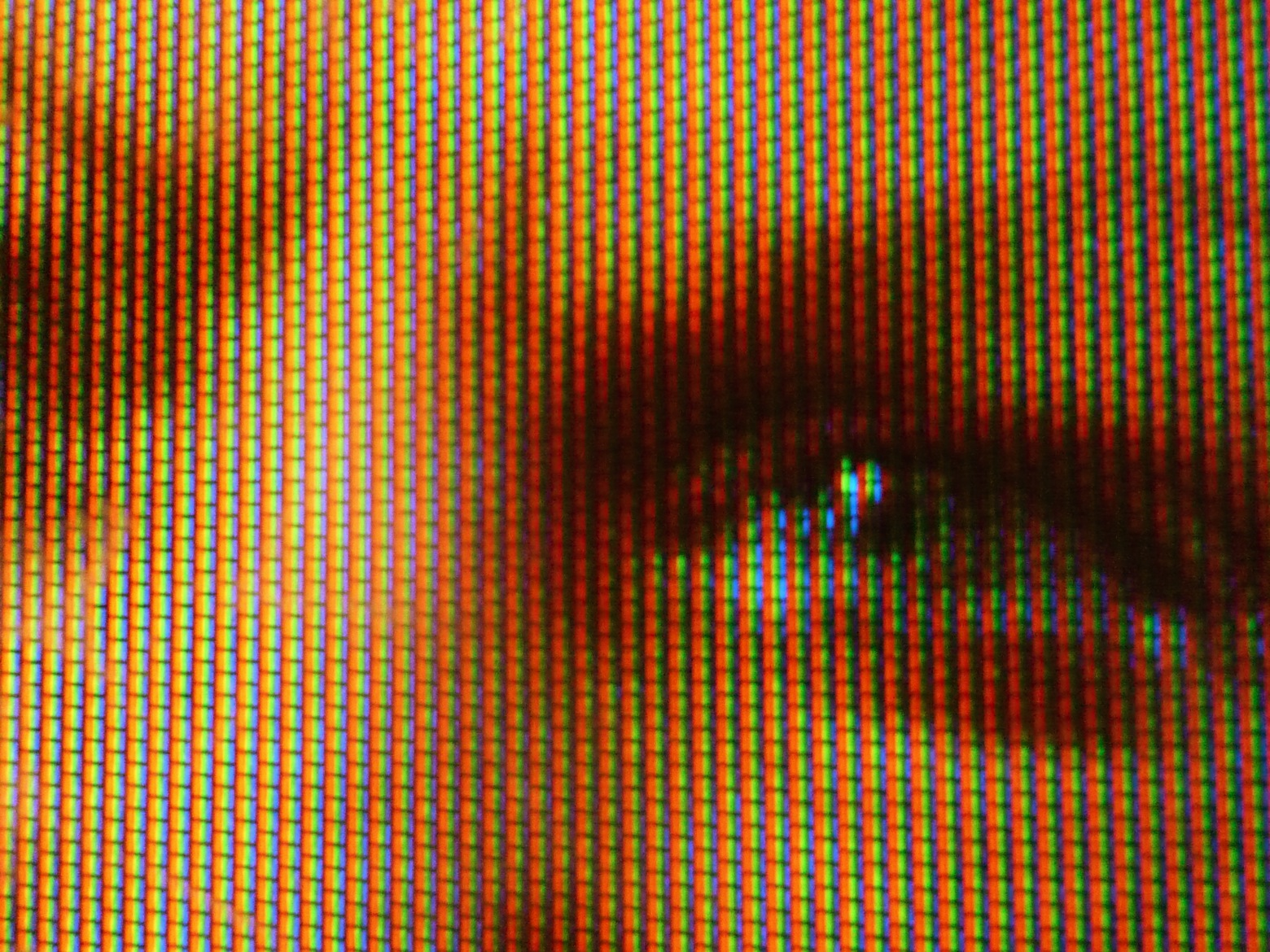
Exemplo de aproximação de linha tricromática em tela de tubo de raios catódicos, que cria muitas cores visíveis através da combinação de diferentes níveis de três cores primárias: vermelha; verde; azul.
Conhecidas pela abreviação RGB (red para "R", que significa vermelho, green para "G", que significa verde, e blue para "B", que significa azul) isto está relacionado com pixéis. A verdadeira cor primária amarela ou aquele diferente verde não pode ser visualizada pela população humana monocromata, dicromata e a tricromata, somente pela população tetracromata. Pode-se somente relacionar a visão tetracromata com uma Quattron, por utilizar RGB + Y (yellow para "Y", que significa amarelo).

O tetracromatismo ou a tetracromacia vem da mistura de ambas palavras de origem grega, "tetra" que significa "quatro" e "cromático" que significa "cor". O organismo que possui o tetracromatismo, é considerado tetracromata. Isto é uma condição de ele possuir quatro tipos de células cones, permitindo-lhe a discriminação de cores, e nele há um espaço de cores quadridimensional, ou seja, seu espectro visível faz a mistura de pelo menos quatro cores primárias, diferente dos seres tricromáticos que requerem apenas três cores primárias e têm uma percepção menor, e devido a isto, os tetracromatas são considerados como seres que enxergam mais cores.
O tetracromatismo está presente em várias espécies de aves, peixes, anfíbios, répteis e insetos. Era bastante comum em diversos mamíferos, mas a genética destes foram sendo alteradas até que perdessem duas células cones das quatro que são sensíveis às cores passando a ser dicromatas com duas delas.

## Mitos
- Uns dos grandes enganos cometidos é fazer testes onlines que diagnosticam se os humanos são tetracromatas, já que as telas dos computadores são compostas de três cores, que são o vermelho, verde e azul (RGB), ou seja, isto compromete o resultado dos diagnósticos, pois apenas exibem cores tricromáticas, e não tetracromáticas, e apesar deste ponto negativo, as cores ainda podem sofrer variações de uma tela para outra por causa do nível de claridade, saturação e vários outros possíveis fatores.
- Não se deve dizer que todo ser tetracromata é aquele que enxerga cores não-visíveis como o ultravioleta, infravermelho, etc.

## Fisiologia
A explicação normal é que a retina dos organismos tetracromatas possui quatro tipos de células cones de maior intensidade à cor (diferente de bastonetes que são também receptores de luz, porém com menor intensidade) com o espectro de absorção. Significando que os animais enxergam ondas de luz além da visão dos humanos normais, distinguindo cores que para um humano parecem ser idênticas. As espécies com a visão tetracromática têm uma vantagem fisiológica desconhecida sobre as espécies rivais. Porém podem haver exceções já que há casos de pessoas tetracromatas.

## Exemplo de seres vivos

### Mamíferos

#### Presença em alguns humanos (exceção)
Os seres humanos possuem genes de duas células cones que estão presentes no cromossomo X como a genética clássica de fotopsina OPN1MW e OPN1MW2, que sugere que humanos com dois cromossomos X poderiam ter múltiplos pigmentos de célula cone, possivelmente aquele que já nasceu como um tetracromata que possui quatro tipos de células cones, cada um delas responsável por uma onda diferente de luz num espectro visível. Um estudo sugeriu que entre 2% e 3% das mulheres têm quatro células cones, e que uma dessas células é responsável pelo tetracromatismo e pela sensibilidade entre vermelho e um diferente verde (ou o verdadeiro amarelo) possibilitando uma percepção de cores melhor. Outro estudo sugere que 50% das mulheres e 8% dos homens têm quatro fotopigmentos, que correspondem ao aumento da discriminação cromática se comparado aos tricromatas. Uma outra pesquisa foi concluida em junho de 2012 após 20 anos de estudo, que procurava mulheres não-funcionais com quatro células cones, Dr. Gabriele Jordan identificou uma mulher (identificada como "cDa29") que distinguiu uma variedade maior de cores que os tricromatas, significando que ela é uma tetracromata funcional (ou uma tetracromata real) invés de uma não-funcional. Os hominoideas (espécie de macaco, incluindo humanos) e os macacos do Velho Mundo normalmente têm três tipos de células cones, sendo tricromatas. Com uma sensibilidade menor à luz, os bastonetes contribuem para a visão colorida, dando uma pequena região de tetracromatismo no espaço de cores. Os bastonetes humanos têm uma sensibilidade maior às ondas de luz verdes para azuis.
A variação dos genes da célula cone é generalizada na maioria da população humana, mas o tetracromatismo é derivado das mulheres portadoras da anomalia conhecida como o "vermelho e verde" que é um daltonismo (protanomalia ou deuteranomalia). A base biológica desse fenômeno é a inativação do cromossomo X de alelos heterozigotos para os genes de pigmentação retinal, que é o mesmo mecanismo das macacas do Novo Mundo (Platyrrhini/platirrinos) e da visão tricromática.
Nos seres humanos, o processamento visual preliminar ocorre com os neurônios da retina. Não se sabe como seus nervos poderiam responder a um novo canal de pigmento ou cor, isso é, eles poderiam lidar com os novos canais separadamente ou apenas combiná-los com os outros canais existentes. A informação é deixada pelo olho através do nervo óptico (não sabendo se o nervo tem a capacidade de lidar com um novo canal de pigmento).
A informação visual deixada do olho através do nervo óptico é duvidosa, não sabendo se o nervo óptico tem a capacidade disponível para lidar com um novo canal de pigmento.
Os ratos normalmente possuem duas células cones que podem ser manipuladas para expressar uma terceira, e que parecem demonstrar um aumento da discriminação cromática argumentando algumas dessas incertezas, no entanto, as publicações originais afirmam sobre a plasticidade do nervo óptico, mas também foram contestadas.
Os humanos não podem ver a luz ultravioleta diretamente porque o cristalino bloqueia todo o comprimento de onda de 300 a 400 nm, e as ondas mais curtas são bloqueadas pela córnea. As células da retina são sensíveis à luz ultravioleta, alguns humanos com afacia (conhecida também como afaquia) conseguem visualizar as ondas de 300 nm, como um azul esbranquiçado que vária para um violeta esbranquiçado, porque as três células cones são mais sensíveis ou menos sensíveis às luzes ultravioleta, e a célula cone responsável pelo azul é um pouco mais sensível ao ultravioleta.
O tetracromatismo pode melhorar uma visão de pouca iluminação.

#### Renas
Em áreas onde as renas vivem, o sol permanece muito baixo no céu por longos períodos. Isto significa que a luz é dispersada assim como a maioria das luzes que atingem objetos, sendo ela, uma luz de cor azul ou UV. Algumas partes do meio ambiente absorvem a luz UV, assim sendo visível às renas visualizarem-na como um tom similar ao preto por ter um contraste que é causado pelas neves, o mesmo serve à contrastação das urinas (o que indica predadores ou rivais), dos líquens (uma fonte de alimento) e de peles (que conforme são caçadas pelos lobos e predadores de renas). Embora as renas não possuam um UV específico de opsina, as respostas da retina a 330nm foram registradas (arbitradas por outras opsinas). Sugere-se que as luzes UV em pequenas linhas são responsáveis pelas renas evitarem essas estruturas porque "[...] na escuridão, esses animais, as renas, vêem as linhas de energia não como estruturas escuras e passivas, mas sim como linhas de luz cintilantes que se estendem pelo terreno."

### Não-mamíferos

#### Peixes
Os peixes-japoneses (conhecidos também como peixes-douradinhos, peixes-vermelhos, e quinguios) (Carassius auratus) e os peixes-zebras (conhecidos também como bandeirinhas, danios-zebras, paulistinhas, e bandeiras-paulistas) (Danio rerio) são exemplos de seres tetracromatas por possuírem uma célula cone para cada tipo de cor que são quatro, como a cor vermelha, verde, azul e ultravioleta.

#### Aves
Algumas aves como a mandarim/mandarim-diamante (Taeniopygia guttata) e os pombos (Columbidae) enxergam as ondas de cores ultravioleta de 300 a 400 nm (nanômetro) para a seleção sexual e um forrageamento. A plumagem ultravioleta e a coloração de suas peles exibem um alto nível de atração. Uma ave comum perceberá essas ondas de cores de 300 a 700 nm. Em termos de frequências, essas ondas correspondem de 430 a 1000 THz (terahertz). As maiorias das aves possuem retina com quatro tipos espectrais de células cones que leva a acreditar que são tetracromatas. A visão de uma ave é ainda mais melhorada através da filtragem de gotículas de óleo pigmentadas que estão localizadas em seus fotorreceptores. A luz incidente passa pelo filtro de gotículas de óleo antes de atingir o pigmento visual em segmentos externos desses fotorreceptores.
Os quatro tipos de cones e a especialização de gotículas de óleo pigmentadas fornecem às aves uma percepção de cores melhor que a de humanos. Um estudo recente sugeriu que o tetracromatismo fornece às aves um espectro visual mais longo que a de humanos (humanos não podem enxergar a luz ultravioleta de 300 a 400 nm), porém a resolução do espectro é similar em relação à sensibilidade aos tons de cores.

#### Insetos
Os insetos que necessitam de forrageamento podem perceber as ondas de luz refletidas pelas flores (uma área de 300 a 700 nm). A polinização tem uma relação de mutualismo se relacionado a isso, e o forrageamento de insetos e plantas tem uma coevolução, ambos aumentam as ondas de luz, como a de percepção (os polinizadores), a reflexão e a devariação (as cores das plantas). A seleção direcional levou as plantas a refletirem cada vez mais tipos de cores que estendem para a escala da cor ultravioleta atraindo mais polinizadores. Alguns polinizadores tetracromatas utilizam a percepção da cor ultravioleta para manter a taxa de seu forrageamento e ter vantagens contra os insetos tricromatas que competem. As abelhas enxergam a cor ultravioleta além de ser polinizadoras, porém são tricromatas por possuírem apenas três células cones, e que cada uma delas é responsável pela sensibilidade à cor ultravioleta, verde e azul.